# Мартышкин, Сергей Петрович
Мартышкин Сергей Петрович (29.07.1915 — 01.06.1953) — Герой Советского Союза (29.08.1939), участник боёв на реке Халхин-Гол в должности командира отделения 149-го мотострелкового полка (36-я мотострелковая дивизия, 1-я армейская группа), с 1940 года служил в военизированной охране.

## Биография
Родился 29 июля 1915 года в селе Ерлино Выселки в крестьянской семье. Окончил начальную школу, работал в колхозе.
В Красной Армии с ноября 1937 года. Служил в Забайкальском военном округе, где в 1938 году окончил полковую школу и был назначен командиром отделения.
Участник боёв с японскими милитаристами на реке Халхин-Гол (Монголия) с 11 мая по 16 сентября 1939 года.
Командир отделения 4-й роты 149-го Краснознамённого Белорецкого мотострелкового полка (36-я мотострелковая дивизия, 1-я армейская группа) комсомолец отделённый командир Сергей Мартышкин в боях со 2-го по 4 июля 1939 года не раз поднимался в атаку, увлекая за собой бойцов роты. Уничтожил нескольких захватчиков. Был дважды ранен.
Указом Президиума Верховного Совета СССР от 29 августа 1939 года за мужество и героизм, проявленные при выполнении воинского и интернационального долга, отделённому командиру Мартышкину Сергею Петровичу присвоено звание Героя Советского Союза, с вручением ордена Ленина. После учреждения знака особого отличия ему была вручена медаль «Золотая Звезда» № 143.
В 1940 году С. П. Мартышкин демобилизован. Жил в Москве, работал в военизированной охране на одном из заводов. В годы Великой Отечественной войны герой халхингольских боёв не был призван в ряды Красной Армии по состоянию здоровья и трудился в военизированной охране на предприятиях города Иркутска.
После войны возвратился в Москву, где жил и до 1952 года работал в военизированной охране. Скончался 1 июня 1953 года. Похоронен в Москве на Преображенском кладбище (участок 48).

## Награды
- Герой Советского Союза (29 августа 1939, медаль «Золотая Звезда» № 143);
- орден Ленина (29 августа 1939, № 5229).

иностранные награды
- орден Боевого Красного Знамени (Монголия, 1939).